# Dicmo
Dicmo község Horvátországban Split-Dalmácia megyében.

## Fekvése
Splittől légvonalban 18, közúton 24 km-re északkeletre, Sinjtől 11 km-re délnyugatra a dalmát Zagora területén, a Zágrábot Splittel összekötő 1-es számú főút mentén fekszik. Dicmo a neve annak a lapos, száraz zagorai karsztmezőnek ahol a község fekszik. Ez a név a 20. század eleje óta a mező szélén fekvő azon települések együttes elnevezése is, melyek az egykori vasútállomás, a Szent Jakab és Szent Anna templomok, valamint a kraji iskola körül találhatók. A Dicmo mező 15 kilométer hosszúságban nyúlik el az északnyugati Donje Dicmotól a délkeleti Gornje Dicmoig. Szélessége két és fél kilométerig terjed. Magassága 315 és 319 méter között váltakozik. Területe 68 km2. A mező szélén hét nagyobb és több kisebb település található: Kraj, Osoje, Prisoje, Sičane és Sušci (Dicmo Donje), valamint Ercegovci és Krušvar (Dicmo Donje). A környező nagyobb hegyek a Mosor, a Visoka, a Grubuša, a Ridinje és a Gradina.

## Nevének eredete
A római korban itt haladt át a Salonát Andetriummal összekötő út és a mai Dicmo helyén állt az út tizedik mérföldköve. A neves horvát nyelvész Petar Skok szerint a Dicmo név a latin „decimus” (tizedik) sorszámnévből ered és valószínűleg egy hosszabb kifejezés („Ad decimum lapidem”, azaz a tizedik kőnél vagy az „Ad decima milia” azaz a tizedik mérföldnél) kifejezés rövidítése volt. Régen az itt élő embereket a dicmoljanin, dicmanjac, dicmanjanac, dicmanac kifejezésekkel illették.

## A község települései
Közigazgatásilag Ercegovci, Kraj (községközpont), Krušvar, Osoje, Prisoje, Sičane és Sušci települések tartoznak hozzá.

## Története
A község területe már az ókorban lakott volt, Dicmo területén egy kisebb illír-római település maradványait tárták fel. Az utolsó dalmát felkelés után helyreállított Dalmácia tartomány első kormányzója Publius Cornelius Dolabella az 1. század második évtizedében a fővárosból Salonából kivezető négy utat építtetett és ebből három a tizedik mérföld után ágazott szét Andetrium (a mai Gornji Muć), Aequum (a mai Čitluk) és Pons Triuli (a mai Trilj) felé. Erről a tizedik (decimus) mérföldkőről kapta a nevét a Dicmoi mező, majd később a község is. Dicmoról az első feljegyzések egy ismeretlen ravennai utazótól származnak a 9. századból. Ezt követően 1406-ban szerepel először írásos dokumentumban Ivan Nepilić cetinai grófnak a spalatói káptalanhoz írt levelében találjuk a klisszai plébániához tartozó területek között. A község területe 1524-től került török uralom alá, ahol valamivel később a Boszniai vilajet Klisszai szandzsákjába sorolták be. A török a Dicmoi mezőt saját harcosai között osztotta szét, akiknek a neve is ismert: Zeliagić, Mahmut Kinić, Mustafa Vanilj, Izak efendi Kakahajić, Šaban Balaisić-Belanić, Matetić-Satković és Mehmed Ahmetović. A moreiai háború után az 1699-es karlócai béke a területet a Velencei Köztársaságnak adta, mely néhány évvel korábban már elfoglalta azt. Ebből a korból származik a terület illogikus felosztása Dicmo Gornje és Dicmo Donje részekre, Gornje Dicmo (Krušvar és Ercegovci) ugyanis annak ellenére kapta a „felső” nevet, hogy a Suvaja-patak alsó folyásánál fekszik. A török korban Krušvar és Ercegovci a dicmoi szpáhik tímárbirtokához tartozott és az Aržano nevet viselte, ezért az első velencei kataszterben az „Erzano di Dizmo” nevet kapta. A moreiai háború után ez csekély népesség kivételével az egész terület pusztasággá vált. A 18. század elején a hercegovinai duvnoi mező vidékéről új lakosságot telepítettek be, melyek közül a legjelentősebbek a Bilandžićok és a Maretićek voltak. Az 1709-es velencei összeírások szerint a dicmoi területen már 1179 személy élt, közülük Pavao Bilandžić krušvari bandériumához 496 fő, Ilija Maretić bandériumához 683 fő tartozott. 1700 körül kis számú pravoszláv család is érkezett, akik Sušciban telepedtek le. Érkeztek poljicaiak is, akik még 1686-ban játszottak nagy szerepet Sinj visszafoglalásában. Ők főként Ercegovci településrészein (Pavići, Vujevići, Perići) telepedtek le. Ebben az időszakban a dicmoi plébániát a ferences atyák vezették. 1703-ban és 1704-ben Lovro Jazičić volt a plébánosa, aki már a kereszteltek anyakönyvét is vezette. Ebben az anyakönyvben 1703-ban 45, 1704-ben pedig 33 keresztelt gyermek neve szerepel. Dicmot több helyen említi a velencei utazó Alberto Fortis is „Viaggio di Dalmazia” (Út Dalmáciába) című, 1780-ban megjelent művében. Dicmo nevét az angol-velencei író Giustiniana Wynne is híressé tette 1788-ban megjelent „Les Morlaques” (A morlakok) című művével. A velencei uralomnak 1797-ben vége szakadt és osztrák csapatok vonultak be a Dalmáciába. 1806-ban az osztrákokat legyőző franciák uralma alá került, 1809-ben az Illír tartományok része lett, de Napóleon lipcsei veresége után 1813-ban újra az osztrákoké lett. Az osztrák uralom idején nyílt meg a község első iskolája és megépült a Split és Sinj közötti vasútvonal is. A 19. század végén jelentősebb kitelepülés ment végbe a Szerém vármegyei Herkócára, ahol utódaik egészen 1991-ig éltek, amikor elűzték őket. 1918-ban az új szerb-horvát-szlovén állam, majd később a Jugoszláv Királyság része lett. A második világháború idején a Független Horvát Állam része lett, de lakói a partizánok oldalán harcoltak. A megszállók ellen harcoló 10. dalmát brigád kizárólag dicmóiakból állt. A háború után a szocialista Jugoszláviához került, azonban ekkor sem került sor jelentősebb fejlesztésre a községben. Az elektromos áramot csak 1962-ben vezették be, a Splitet Sinjjel összekötő aszfaltozott út is áthaladt a községen. Később kiépült a vízvezeték is. 1991 óta a független Horvátországhoz tartozik. 2011-ben a községeknek a hozzá tartozó településekkel együtt 2802 lakosa volt.

## Lakosság
| Lakosság változása | Lakosság változása | Lakosság változása | Lakosság változása | Lakosság változása | Lakosság változása | Lakosság változása | Lakosság változása | Lakosság változása | Lakosság változása | Lakosság változása | Lakosság változása | Lakosság változása | Lakosság változása | Lakosság változása | Lakosság változása |
| ------------------ | ------------------ | ------------------ | ------------------ | ------------------ | ------------------ | ------------------ | ------------------ | ------------------ | ------------------ | ------------------ | ------------------ | ------------------ | ------------------ | ------------------ | ------------------ |
| 1857               | 1869               | 1880               | 1890               | 1900               | 1910               | 1921               | 1931               | 1948               | 1953               | 1961               | 1971               | 1981               | 1991               | 2001               | 2011               |
| 2.489              | 2.715              | 2.744              | 3.066              | 3.240              | 3.522              | 3.595              | 3.797              | 3.581              | 3.783              | 3.990              | 3.668              | 3.331              | 2.840              | 2.657              | 2.802              |

## Nevezetességei
- Szent Jakab apostol tiszteletére szentelt plébániatemploma 1934-ben épült. Az épület 35 méter hosszú és 17 méter széles. A főoltár a félköríves apszisban áll rajta Szent Jakab és Szent Anna szobrával. Az hajót oszlopok és a diadalív választja el a szentélytől. Itt találhatók Jézus Szíve és Szent Anna szobrokkal díszített oltárai. A templomot 1969-ben, 1984-ben, valamint 1993 és 1999 között megújították. Ez utóbbi munkák során a főoltár elé új, szembemiséző oltárt állítottak és a főbejárat fölé új kórust is építettek melyre új, Heferer műhelyében készített orgonát helyeztek el. 1994-ben harangtornyát több, mint négy méterrel magasították meg.
- A régi Szent Jakab plébániatemplom a temetőben állt. Építési ideje ismeretlen, de Cupilli érsek 1709-es látogatása idején már megvolt. A templomnak három oltára volt, a két mellékoltár Szent György és Szent Lőrinc tiszteletére volt szentelve. A főoltár mögött volt a sekrestye. Az épületet kőcserepek fedték. 1715-ben felgyújtotta a török, de azt követően helyreállították és egészen 1934-ig ez volt a község plébániatemploma.
- A Szent József temetőkápolna részben a régi plébániatemplom helyén faragott kövekből épült. Hosszúsága 12 méter, szélessége 6 méter, homlokzata felett pengefalú harangtorony emelkedik.

## Gazdaság
Az ipari övezet Dicmo északi részén Sičanénál található. A meglevő üzemek mellett még lehetőség van újak betelepülésére is, mert a zóna egy része még mindig szabad. A földterület viszonylagosan alacsony ára és Split közelsége miatt a befektetések megtérülésére aránylag rövid időn belül lehetőség kínálkozik. A helyi lakosság hagyományosan évszázadok óta földművelésből (újabban főként kukoricatermesztésből) és állattartásból él. Az utóbbi időben sokan dolgoznak a község határain kívül is, főként kőművesként és a spliti hajógyárban. Az ipari övezetnek köszönhetően az utóbbi időben az ipari termelés is növekedett.

## Oktatás
A községben két alapiskola működik, Krajon található az Ante Starčević alapiskola, Krušvaron pedig egy területi iskolája található. A kraji iskola mellett óvoda is működik.

## Fordítás
Ez a szócikk részben vagy egészben  a   Dicmo című horvát Wikipédia-szócikk ezen változatának fordításán alapul.  Az eredeti cikk szerkesztőit annak laptörténete sorolja fel. Ez a jelzés csupán a megfogalmazás eredetét és a szerzői jogokat jelzi, nem szolgál a cikkben szereplő információk forrásmegjelöléseként.